# 森公美子のゴージャスガールズ
森公美子のゴージャスガールズ 女の胃袋満タンツアー 福岡佐賀編は、日本テレビ系列にて2004年2月29日（日曜日）の12:30～14:25に放送したグルメバラエティ番組である。テレビ東京「debuya」のスタッフで構成された内容はまさに女版debuyaである。

## ゴージャスガールズとは
「身」も「心」もゴージャスに自分の欲望に正直に生きる女達のこと

## ゴージャスガールズ３ヶ条
- 身も心もゴージャスに！（ポッチャリだっていいじゃないか！）
- 女は胃袋（欲望のままに食ってくって食いまくれ！）
- リッチに華麗に美しく！（エステ、宝石、ブランド物“女は美しくなくてはならない！”）

## 内容
ゴージャスガールズのリーダー森公美子が、ゴージャスガールズの新人メンバー井上和香を引き連れ、福岡県・佐賀県で３ヶ条に添った旅をする。

## 出演者
- 森公美子
- 井上和香
- はなわ
- カイヤ
- 竹内都子

## スタッフ
- 構成：成田はじめ
- カメラ：小川正明（パコス）
- 音声：高橋憲治（パコス）
- CG：石野剛太（eyelogy）
- デザイン：金本ひとみ
- 音効：田中寿一、仲野真希（J-WORKS）
- 編集：小柳大悟（ビームテレビセンター）
- MA：出蔵孝裕（ビームテレビセンター）
- 撮影協力：元湯白珪、窯屋
- デスク：田口美和子
- 広報：西端薫
- AD：田中匡史
- AP：小倉美明
- ディレクター：草間茂雄、島田総一郎（日本テレビ）
- 演出：田中久義
- プロデューサー：徳江長政
- 企画・プロデューサー：矢追孝男（日本テレビ）
- チーフプロデューサー：吉川圭三（日本テレビ）
- 制作協力：エスピーボーン
- 製作著作：日本テレビ